# Astrangia haimei
Astrangia haimei is een rifkoralensoort uit de familie van de Rhizangiidae. De wetenschappelijke naam van de soort is voor het eerst geldig gepubliceerd in 1866 door Verrill.